# Flygfiskar
Flygfiskar (Exocoetidae) är en familj fiskar bestående av cirka 70 arter grupperade i sju till nio släkten.
Flygfiskar återfinns i samtliga oceaner, huvudsakligen i varma tropiska och subtropiska delar av Atlanten, Stilla Havet och Indiska Oceanen. Deras mest märkliga egenskap är bröstfenorna, som är ovanligt stora, och som tillåter fisken att efter ett kraftigt hopp göra korta glidflygningar i luften ovanför havsytan för att undfly rovdjur. Sträckan i luften kan vara lite över 100 meter lång.
Den hittills längsta filmade flygningen, på cirka 45 sekunder, gjordes utanför Japan i maj 2008. Vid upprepade tillfällen fick dock flygfisken ta hjälp av stjärtfenorna för att fortsätta att hålla sig ovanför vattenytan.
De flesta individerna har en längd upp till 30 cm men enskilda exemplar når en längd upp till 45 cm.